# Typoma
Typoma is een kevergeslacht uit de familie van de boktorren (Cerambycidae). De wetenschappelijke naam van het geslacht werd voor het eerst geldig gepubliceerd in 1978 door Quentin & Villiers.

## Soorten
Typoma is monotypisch en omvat slechts de volgende soort:
- Typoma quedenfeldti (Lameere, 1903)